# زيرنا (زيلايي)
زیرنا (بالفارسية: زیرنا) هي قرية تقع في إيران في قسم زیلایی الريفي. يقدر عدد سكانها بـ 320 نسمة بحسب إحصاء 2016.